# Železniční strážní domek čp. 51
Železniční strážní domek čp. 51, který stojí na katastrálním území Sudislav nad Orlicí a na železniční trati Praha – Česká Třebová mezi stanicí Brandýs nad Orlicí a zastávkou Bezpráví, je kulturní památkou zapsanou v Seznamu kulturních památek České republiky.

## Historie
Strážní domek je zasazen v náspu trati Praha – Česká Třebová mezi stanicí Brandýs nad Orlicí a zastávkou Bezpráví. Byl postaven v roce 1845 v době dostavby a uvedení trati do provozu a nechala jej postavit společnost Severní státní dráha.
Strážní domky byly stavěny asi v kilometrové vzdálenosti po celé délce trasy, tak aby strážný viděl na sousední objekt. V počátcích železniční dopravy byl provoz závislý na optickém předání návěstí. Strážník měl na starosti dozor nad vymezeným úsekem 24 hodin, pokud se vzdálil, jeho službu přebírala jeho žena nebo další rodinní příslušníci. Stavba domku byla prostá s jedním bytem pro rodinu strážníka a zpravidla jednou služební místností. Byt se obvykle skládal z kuchyně, většího pokoje a menšího pokoje. Vchod byl z odvrácené strany kolejiště, později přes dřevěnou verandu. Vedle domku stály samostatné budovy: kůlna, chlév a suché WC. K dispozici byla studna a malá zahrádka. Po roce 1885, kdy byla zkrácena pracovní doba, se přistavovaly služební místnosti nebo se stavěly strážní domky se dvěma i více byty, strážní domky s čekárnou ve stanicích atd. Se zavedením elektrické zvonkové soustavy, Morseova telegrafu, později telefonu a dalších zabezpečovacích prvků byla postupně strážní stanoviště rušena a strážní domky sloužily jen k obytným účelům. Pro odlehlost místa podél trati musely být strážní domky schopné sebezásobení, hlavně v zimě. V domku nechybělo podsklepení (obvykle pod kuchyní) pro zásoby potravin na zimu a na půdě byla zásoba sena a slámy pro dobytek.

## Popis
Strážní domek v Sudislavi stojí na umělé vyvýšenině na okraji náspu v oblouku trati. Je to přízemní zděná stavba na půdorysu čtverce s krátkým křídlem, orientovaná štítovou stranou s rizalitem k trati. Střecha je sedlová, přesahující s vystupujícím komínem. Vchod je situován v boku křídla. Vysoký suterén má vlastní vchod. Strážní domek má šedou hladkou omítku (2016). V minulosti sloužil jako sklad nářadí a materiálu potřeného pro údržbu trati. Strážní domek je od roku 1994 v soukromém vlastnictví.